# Astra 1L

Astra 1L (Астра 1L) — телекомунікаційний супутник належить компанії SES S.A.. Він призначається для ретрансляції телеканалів кабельного цифрового телебачення на всій території Європи.

## Історія
Астра 1L був створений компанією Lockheed Martin Commercial Space Systems на базі платформи A2100AXS. Супутник має такі габарити (Д х Ш х В) 7,7 x 3,62 x 3,62 метра (зі складеними антенами і сонячними батареями). На КА встановлено дві панелі сонячних батарей з розмахом 27 метрів. Для корекції орбіти супутник оснащений британським двокомпонентним апогейним ЖРД Leroc-1C. Корисне навантаження апарату складається з 29 транспондерів Ku-діапазону і двох транспондерів Ka-діапазону.
Супутник був запущений 4 травня 2007 на ракети-носія Аріан-5ECA з космодром а Куру у Французькій Гвіані. Одночасно з Астра 1L на орбіту був виведений супутник Galaxy-17.

## Зона покриття
Європа.